# Cook Islands dollar
Cook Island dollar (CI$ - Kūki 'Āirani dollar) är den valuta som används i Cooköarna i Stilla havet. Valutakoden är NZD. 1 Dollar = 100 tene / cents.
Eftersom valutan inte är självständig har den inte någon ISO 4217-valutakod på liknande sätt som den Färöiska kronan.
Valutan infördes under 1972 i myntform och kompletterades även med sedlar 1987, gäller enbart inom Cooköarna och cirkulerar jämsides med Nyzeeländsk dollar. Lokalt föredrogs dock den nyzeeländska dollarn och den lokala sedeltillverkningen upphörde kring år 1995.
Valutan har en fast växelkurs till den Nyzeeländska dollarn, dvs 1 CID = 1 NZD.

## Användning
Valutan ges ut av Reserve Bank of New Zealand - RBNZ som grundades 1933 med huvudkontoret i Wellington.

## Valörer
- Mynt: 1, 2 och 5 "CI" Dollar
- Underenhet: 10, 20 och 50 tene / cents
- Sedlar: 3, 5, 10, 20 och 50 "CI" Dollar